# Serrat de Segalars
El Serrat de Segalars és un serrat del municipi de Conca de Dalt, antigament del d'Hortoneda de la Conca, a l'àmbit d'Hortoneda. Està situada al sud-est de Segalars, de manera que aquest barri d'Hortoneda és als seus peus. Es troba a la dreta de la llau de Catxí, i constitueix el contrafort nord-oest del Serrat de Fosols. És al sud-oest del Serrat de la Feixa.